# Kapitalizmus
A kapitalizmus vagy piacgazdaság olyan gazdasági rendszer, amelyben a termelési tényezők többsége magántulajdonban van, amiket haszon elérésének céljából működtetnek, és ahol a termelt javak és szolgáltatások elosztását túlnyomórészt a szabad piac határozza meg.
A kapitalista, tőkés gazdaságok meghatározó eleme tőke. E gazdaságok növekedését a tőkefelhalmozódások és a bankok hitelei biztosítják, amelyek a gazdaság megtakarításainak összegyűjtésével fedezik az újabb és újabb befektetéseket.
A kapitalizmus feltételezi a piaci mechanizmus működését, ahol a magántulajdonban lévő termelési tényezőket és a megtermelt javakat a kereslet és a kínálat alakulása szerint cserélik el.
Azokat a gazdaságokat, ahol a termelési tényezők jól forgalmazó köre (például az energiatermelés eszközei) állami, más termelési tényezők pedig magántulajdonban vannak, vegyes gazdaságnak is szokták nevezni.
A kapitalista rendszerben már az intellektuális teljesítmények szellemi tulajdona is magántulajdonként viselkedik és a magánhaszon érdekében kisajátítható.
A kapitalizmus marxista kritikája szerint elvileg a munkavállaló – dolgozó, munkás – fizikai ereje is magántulajdonként, piaci tényezőként, azaz áruként vesz részt a gazdasági folyamatban. Azonban ellenértékként nem az elvégzett munka, azaz a munkás által előállított termékhez hozzáadott, azaz a megtermelt érték, hanem egy úgymond' kölcsönösen megállapodott, kialkudott, szerződött – valójában egyoldalú diktátum – vagyis annak értéke alatti, egy látszatszerződésben meghatározott összegű „munkabér” formájában kerül kifizetésre.
A marxisták szerint a kapitalista termelési mód lényege az e gazdasági látszat piaci folyamat gerincét adó, a munkát áruba bocsájtó kizsákmányoláson és az abból kipréselt profitban realizálódik a munkás és a tőkés közötti egyenlőtlen partneri viszony során.
Magyarország alkotmánya az alaptörvény, az ország gazdasági rendszerét szociális piacgazdaságként határozza meg és védi a magántulajdont.
A piac a résztvevők közti versenyen alapszik. A résztvevők célja a gazdasági kapcsolatok előnyeinek a megszerzése. Két szélsőséges formája a tökéletes piac (szabad versenyes piac) és a monopólium, a kettő között helyezkedik el az oligopol piac. A tökéletes piacban semmi sem akadályozza újabb termelők és vevők be- vagy kilépését.
A szabad versenyes piacon egymáshoz hasonló termékeket állítanak elő. Ebben az esetben a piaci és a technológiai információkhoz is hozzá lehet férni.
A monopolpiac zárt, azaz más vállalat nem léphet be, ezért teljesen ellentétes a szabad versennyel. A vállalat dönt a termék áráról és birtokol a termékről minden információt.
Az oligopólium jellemzői a szabad verseny és a monopólium között helyezkednek el, jellemzője, hogy az adott piacon néhány, nagyobb szereplő található.

## A kifejezés eredete
A kapitalizmus szó latin eredetű, a capitalis eredeti jelentése fej. Az ókorban a gazdagságot a magántulajdonban lévő marhák (ami tágabb értelemben hasznot hozó jószágokat, sőt, rabszolgákat is jelentett) fejének számával mérték.
1867-ben a kapitalista, azaz tőkés jelzőt Karl Marx arra a termelési módra alkalmazta, amelyben termelőeszközök magánkézben vannak (tőkés termelési mód). Proudhon a kapitalista jelzőt a tőke birtokosaira alkalmazta.

## A kapitalizmus elméletei

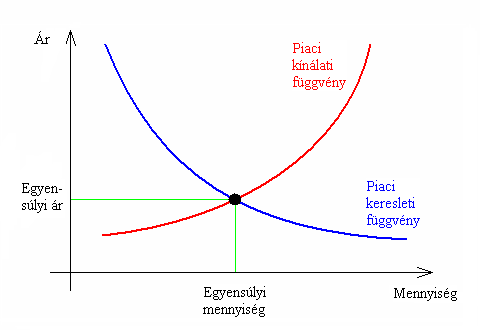
Piaci egyensúly, avagy kereslet és kínálat egymásra találása

- A közgazdaságtan a kapitalizmust piacgazdaságként értelmezi, és a határszemlélet keretében azt vizsgálja, miként lehet a szűkös termelési tényezőket optimálisan kombinálva növelni a gazdálkodás hasznát.
- Adam Smith leghíresebb metaforája a „láthatatlan kéz”, az a rendező elv, ami a piacon a kereslet és kínálat, bőség és szűkösség erőinek és ellenerőinek eredményeként beosztja a nemzet erőforrásait.
- A gazdaságszociológia a kapitalista gazdasági rendszert a társadalom rendszerén belül vizsgálja. A kapitalizmus szociológiai vizsgálatát Max Weber elméletéig vezetik vissza.
- A politikai gazdaságtan(wd) vagy klasszikus közgazdaságtan a kapitalizmust Karl Marx és Friedrich Engels óta a termeléshez szükséges eszközök tulajdonához kapcsolódóan vizsgálja.